# Рокленд (округ, Нью-Йорк)
Шаблон:StateAbbr_ 41°09′ пн. ш. 74°02′ зх. д. / 41.15° пн. ш. 74.03° зх. д.
Округ Рокленд (англ. Rockland County) — округ (графство) у штаті Нью-Йорк, США. Ідентифікатор округу 36087.

## Історія
Округ утворений 1798 року.

## Демографія
За даними перепису 
2000 року 
загальне населення округу становило 286753 осіб, зокрема міського населення було 284279, а сільського — 2474.
Серед мешканців округу чоловіків було 139901, а жінок — 146852. В окрузі було 92675 домогосподарств, 70944 родин, які мешкали в 94973 будинках.
Середній розмір родини становив 3,47.
Віковий розподіл населення поданий у таблиці:
| Стать    | До 15 років | 15-21 | 22-29 | 30-39 | 40-49 | 50-65 | 65-85 | Понад 85 |
| -------- | ----------- | ----- | ----- | ----- | ----- | ----- | ----- | -------- |
| Чоловіки | 34733       | 13614 | 12773 | 20561 | 20893 | 23351 | 12933 | 1043     |
| Жінки    | 32679       | 12455 | 12292 | 21624 | 22062 | 25863 | 16743 | 3134     |

## Суміжні округи
- Патнем — північний схід
- Вестчестер — схід
- Берген, Нью-Джерсі — південь
- Пассаїк, Нью-Джерсі — захід
- Орандж — північний захід

## Виноски
1. ↑  US Decennial Census. US Census Bureau. Процитовано 10 липня 2019.
2. ↑  Historical Census Browser. University of Virginia Library. Архів оригіналу за 11 серпня 2012. Процитовано 7 січня 2015.
3. ↑  Population of Counties by Decennial Census: 1900 to 1990. US Census Bureau. Процитовано 7 січня 2015.
4. ↑  Census 2000 PHC-T-4. Ranking Tables for Counties: 1990 and 2000 (PDF). US Census Bureau. Процитовано 7 січня 2015.
5. ↑  QuickFacts Rockland County, New York. Бюро перепису населення США. Процитовано 31 березня 2018.(англ.) Наведено за англійською вікіпедією.
6. ↑  American FactFinder. Бюро перепису населення США. Архів оригіналу за 26 лютого 2012. Процитовано 31 січня 2008.

| США | Це незавершена стаття з географії США. Ви можете допомогти проєкту, виправивши або дописавши її. |